# Agnus Dei (canción)
«Agnus Dei» es una canción compuesta por el músico argentino Luis Alberto Spinetta e interpretada por Almendra en el álbum doble Almendra II de 1970, segundo y último de la banda. El álbum fue calificado por la revista Rolling Stone y la cadena MTV como #40 entre los cien mejores discos de la historia del rock nacional argentino.
Almendra estuvo integrada por Luis Alberto Spinetta (primera voz y guitarra), Edelmiro Molinari (voz, primera guitarra y órgano), Emilio del Guercio (voz, bajo, órgano y piano) y Rodolfo García (voz y batería). En el tema la primera voz es de Spinetta y Edelmiro Molinari realiza el solo de guitarra.

## Contexto
En 1970 el mundo sufría la Guerra Fría. Argentina vivía bajo una dictadura que había disuelto todos los partidos políticos y que buscaba garantizar la alineación de la Argentina con los Estados Unidos en aquella confrontación global. Tres años antes el Che Guevara había sido asesinado mientras organizaba un movimiento guerrillero en Bolivia. En Argentina desde el año anterior habían comenzado a producirse levantamientos populares insurreccionales como el Rosariazo y el Cordobazo, con participación masiva de la juventud, que se había convertido en esos años en un sujeto histórico novedoso. Ese año aparecerían las dos grandes organizaciones guerrilleras que actuaron en el país, Montoneros -de tendencia peronista- y el Ejército Revolucionario del Pueblo (ERP) -de tendencia marxista-.  
Almendra, banda liderada por Luis Alberto Spinetta, apareció en 1969, renovando radicalmente la música popular argentina y latinoamericana, especialmente el rock cantado en español. Junto a Los Gatos -banda precursora- y Manal, Almendra es considerada parte del trío fundador del "rock nacional", como se conoció en Argentina ese movimiento musical, generacional y cultural.
Al finalizar 1969 Almendra publicó un álbum revolucionario sin título, con un dibujo caricaturizado de un extraño hombre en la tapa, conocido luego como Almendra I, que alcanzó un éxito histórico. Prácticamente todos los temas de ese álbum se volvieron clásicos del rock nacional ("Plegaria para un niño dormido", "Ana no duerme", "Fermín", "A estos hombres tristes", "Color humano", "Figuración") y por sobre todos ellos "Muchacha (ojos de papel)", que se convirtió en un hit histórico, mantenido a través de las décadas.
Convertidos en estrellas de rock, Almendra encaró 1970 con el proyecto de preparar una ópera rock. Sin embargo, las presiones de la fama y las diferencias entre los proyectos musicales de sus integrantes, produjeron una crisis interna del grupo que llevó a la sorpresiva separación de la banda en septiembre de 1970.
Ya separados, a fines del año 1970, con material grabado entre julio y octubre, lanzaron Almendra II, un álbum doble completamente diferente de Almendra I, mucho más roquero y psicodélico, influido por el consumo de LSD, que muestra los diferentes enfoques de los miembros de la banda y la necesidad de experimentación que sentían.

## El tema
El tema es el noveno track del Disco 1 (primero del Lado B) del álbum doble Almendra II. Por su extensión ocupa casi todo el lado B del primer disco del álbum, en el que sólo está acompañado del tema "Para ir". El tema está integrado por dos partes bien diferenciadas: los primeros dos minutos durante los que se interpreta el tema propiamente dicho, influido por el folk progresivo y los restantes 12 minutos que son una zapada libre, a la manera de una jam session. 
La letra menciona a Ana y Gustavo, la hermana y el hermano de Spinetta:

Ana lloró, Gustavo se fue al suelo,
estos problemas son los que rayan a mamá.
"Agnus Dei" (fragmento)

Ana Spinetta ya había sido el tema de la canción "Ana no duerme" que formó parte del primer álbum de Almendra. Gustavo Spinetta se desarrolló como artista plástico y baterista; realizó además la tapa de Desatormentándonos (1972), el primer álbum de Pescado Rabioso. En la época de Almendra, Gustavo era el plomo de Rodolfo García.
Musicalmente, la mayor parte del tema es un extenso instrumental psicodélico de doce minutos que tiene como antecedente el tema "Color humano" (9:09), incluido en Almendra I. En 1984 los periodistas Víctor Pintos y Guillermo Quintero le preguntan a Spinetta por la importancia concedida a la expresión puramente instrumental en Almendra II:

-En el doble hay muchas más partes instrumentales.
–Cuando hicimos ese disco yo estaba muy enloquecido. En realidad, tras haber hecho muchos textos con la ópera, en un momento me cansé, y quería proponerle a los pibes hacer un disco totalmente aleatorio, un campo en el cual nos sentíamos muy bien. Por eso están esas largas zapadas. Yo estaba convencido de que no había que hacer más canciones sino ponerse a tocar música espontánea, basado en el concepto de la importancia del momento en que surge la música, un momento terriblemente sensual. Pero todas estas cosas eran ideas, y no se podían mechar en la realidad. Todo el segundo disco habla de una especie de polirritmia. Y para eso, evidentemente había que sacrificar algunas ideas en favor de otras.
Luis Alberto Spinetta